# Bitka za Atlantik
Bitka za Atlantik je bila najdaljša neprekinjena vojaška kampanja 2. svetovne vojne, saj je trajala od leta 1939 do propada Tretjega rajha leta 1945, z viškom od sredine 1940 do približno konca leta 1943. Nemške podmornice so napadale konvoje ladij, ki so jih na poti iz Severne Amerike v Veliko Britanijo ščitile pretežno britanska in kanadska mornarica ter zračne sile, pozneje pa tudi vojska ZDA. Čeprav je bilo potopljenih veliko ladij, so Zavezniki z izboljšanjem svoje taktike in nove tehnologije odkrivanja podmornic počasi pridobili premoč.

## Nemška mornarica
V nasprotju z nemško mornarico v času prve svetovne vojne je bila mornarica tretjega rajha le njena bleda senca. Široko zasnovana graditev flote (načrt Z) se je ob izbruhu vojna šele začela, zato je bila večina nemških površinskih ladij še v ladjedelnicah ali pa so šele pripravljali njihove načrte. Flota, ki bi se lahko kosala z Angleško kraljevo mornarico bi bila tako nared šele čez štiri leta, to se pravi v letu 1943. Hitler je za ta problem vedel vendar se zanj ni zmenil.
Nemčija se je pri bojevanju proti Veliki Britaniji opirala na izkušnje iz prve svetovne vojne in je tudi tokrat s podmornicami poizkušala preprečiti pomorski transport. Pri tem pa naredila skoraj identično napako kot v prvi svetovni vojni. Imela je premalo podmornic, da bi nad Veliko Britanijo izvajala popolno pomorsko blokado. Vojno je začela s 56 podmornicami za učinkoviti vojno pa bi jih potrebovala vsaj še desetkrat toliko. Sicer pa je Nemčija ob izbruhu vojne imela v uporabi naslednje število ladij: 2 križarki, 4 težke križarke, 6 lahkih križark, 36 rušilcev in torpedovk in 56 podmornic.

## Načrti
Načrti nemške mornarice v primeru vojne z Veliko Britanijo so bili enaki kot v prvi svetovni vojni, s pomorsko blokado pripeljati angleško gospodarstvo na rob prepada. Enake načrte so imeli v Veliki Britaniji. Ta bi v primeru vojne nemško mornarico, podobno kot v prvi svetovni vojni, blokirala v Severnem morju. Čeprav so načrti v grobem ostali enaki, pa so se sredstva korenito spremenila. Pojavilo se je letalstvo, izboljšale so se podmornice in bojne ladje, povečala se je organizacija, obe strani pa sta imeli veliko izkušenj iz prve svetovne vojne. V nadaljevanju vojne so se britanski načrti nekoliko spremenili, saj so Nemci zasedli Norveško in Francijo ter tako dobili dve odlični izhodiščni točki za bojne operacije na Atlantiku. 
Velika Britanija je že pred začetkom vojne sestavila seznam blaga, ki sovražniku ne bi smel priti v roke. Sem so poleg orožja spadale še hrana, tekstil in drugi proizvodi od katerih so bile odvisne nasprotnikove vojaške zmogljivosti. Prvi pregledi blaga so se začeli že 4. septembra, dan po napovedi vojne Nemčiji. Blokado so izvajale t. i. severne patrulje, ki so patruljirale med Šetlandskimi in Ferskimi otoki ter Islandijo. Patruljam so bile v veliko pomoč še letala in podmornice. Sovražnikove ladje so bile zaplenjene, nevtralne ladje pa so pospremili na Orkneyske otoke na podroben pregled, kjer je bilo tudi glavno oporišče britanskega domovinskega ladjevja. Proti napadom nemških ladij in podmornic so se zavarovali s konvoji. Največja ovira pritem je bilo pomanjkanje spremljevalnih ladij. Za odkrivanje podmornic pa so imeli tudi zelo učinkovit sistem ASDIC (Anti-Submarine Detection Investigation Committee).
Nemški načrti so bili v primerjavi s tistimi iz prve svetovne vojne popolnoma drugačni. Njihova mornarica se enostavno ni mogla kosati z britansko, zato so se tako površinske ladje kot podmornice preusmerile na napade trgovskih ladij. Še vedno niso pozabili, kako jim je s totalno podmorniško vojno leta 1917 skoraj uspelo spraviti Veliko Britanijo na kolena. Proti trgovskim ladjam so uporabili še dve orožji. To so bile pomožne križarke, ki so med prvo svetovno vojno imele velik uspeh in magnetne mine. Nemške ladje in podmornice so se na začetku vojne držale pravila pomorskega vojskovanja, ko pa se je začela vojna vedno bolj zaostrovati pa so pravila začeli opuščati. Zanimivo pritem je bilo, da so imeli poveljniki nemških ladij in podmornic prepoved napadanja francoskih ladij. Nemci so se na vojno dobro pripravili, saj so še pred njenim izbruhom na morje poslali večje število bojnih ladij in podmornic, da bi te v primeru vojne takoj ukrepale proti zavezniškim trgovskim ladjam.

## Zavzetje Norveške
Norveška je imela med drugo svetovno vojno izredno pomemben strateški položaj. Poleg tega, da je Nemcem dobavljala izredno pomembno železovo rudo je omogočala tudi odprto pot na Atlantik. Tega so se zavedali tudi zavezniki zato sta Velika Britanija in Francija načrtovali izkrcanje na Norveškem. Ko so Nemci izvedeli za namere zaveznikov so v naglici, pod šifro Weserübung, tudi sami izdelali načrt za zavzetje te skandinavske države. Za napad je bil izbran 9. april 1940, čas, ko je na daljnem severu trda tema. Dva dni prej so angleške ladje položile mine pred Bodojem Standlanetom in Åndalsnesom, nemška operacija se je tako začela še pravi trenutek.
Napad na Norveško in Dansko se je tako začel 9. aprila 1940 ob petih zjutraj. Danska je kapitulirala v enem samem dnevu. Na Norveškem pa so se začeli odvijati dogodki, ki bodo nemški mornarici prizadejali hud udarec od katerega si je ta zelo težko opomogla. 
Pri vstopu nemškega ladjevja v Oslofjord so norveški topničarji v obalnih baterijah že na samem začetku operacije potopili popolnoma novo križarko Blücher in hudo poškodovali križarko Emden. Na drugem koncu Norveške v Bergenskem zalivu je angleška podmornica Truant potopila križarko Königsberg. Kljub tem hudim udarcem se je vojna na kopnem odvijala Nemcem v prid. Na dan napada je prišlo tudi do nenavadnega dogodka, v katerem se je britanski rušilec pomotoma zaletel v nemško križarko Admiral Hipper in jo pritem hudo poškodoval. Rušilec je o dogodku takoj poročal angleški eskadri, ki je prihitela na kraj nesreče in ob zori se je vnela bitka med angleško križarko Renown ter nemško eskadro Gneisenau in Scharnhorst. V bitki, ki je trajala eno uro, zaradi slabega vremena ni bilo zmagovalca.
Najbolj srditi so bili boji okoli Narvika. Tam je Angležem uspelo potopiti 9 transportnih ladij in 2 nemška rušilca, 13. aprila pa so ob hudih lastnih izgubah potopili še 7 nemških rušilcev in eno podmornico. Na tem koncu Norveške so Nemci izgubili vse ladje, zato so se v Narviku izkrcale britanske in francoske čete. Po nekaj tednih srditih bojev so se zavezniške čete umaknile. Do 5. maja je bila Norveška trdno v nemških rokah. 
Boji za Norveško so nemško mornarico drago stali, saj so izgubili 3 križarke, 10 rušilcev, 4 podmornice in 12 transportnih ladij, hudo poškodovani pa sta bili 2 križarki in en rušilec. Na drugi strani sta angleška in francoska flota izgubili eno letalonosilko, 2 križarki, 8 rušilcev in še nekaj transportnih ladij.

## Akcije površinskih ladij
Ob izbruhu vojne je imela Nemčija po oceanih večje število t. i. žepnih bojnih ladij. Naloga teh ladij je bila, da v primeru vojne začnejo ogrožati zavezniške pomorske poti. Najbolj znana ladja te vrste je bila križarka Admiral Graf Spee, ki je v severnem in južnem Atlantiku ter v Indijskem oceanu potopila večje število zavezniških trgovskih ladij, pri tem pa nase vezala velik del britanske flote, ki jo je več mesecev zaman iskala po širnem oceanu. Njena pot se je končala pred pristaniščem Montevideo, kjer jo je v brezizhodnem položaju potopila lastna posadka. Na Atlantiku so delovale še druge ladje, ki pa tekom vojne niso imele toliko uspeha.
Dne 21. maja 1941 je iz Bergna na Norveškem na svojo prvo bojno vožnjo izplula največja nemška bojna ladja Bismarck v spremstvu težke križarke Prinz Eugen. Ladji naj bi se preko Danskega preliva med Islandijo in Grenlandijo prebili na Atlantik, kjer bi skupaj uničevali zavezniške konvoje. Premike Bismarcka in križarke Prinz Eugen je 23. maja opazilo britansko izvidniško letalo in o tem poročalo poveljstvu. Angleži so takoj organizirali skupino bojnih ladij da bi prestregli nemški križarki še preden bi ti izginili na širnem Atlantiku. Že naslednjega dne je v Danskem prelivu prišlo do velike pomorske bitke, v kateri je bila potopljena angleška križarka HMS Hood, ponos britanske mornarice, HMS Prince of Wales, ki so jo pravkar predali v uporabo mornarici, pa je bila hudo poškodovana. V bitki sta bili poškodovani tudi obe nemški ladji, zato sta se ločili in se vsaka posebej odpravili na popravilo v severno Francijo. Medtem pa so Angleži organizirali obsežno iskalno akcijo. 26. maja so Bismarck končno odkrili in ji z letali poškodovali vijake in krmilo, ladjo pa je nato prestreglo večje število križark in rušilcev, ki so jo na koncu skupaj potopili. Nemške ladje Prinz Eugen Angleži niso našli in se je 1. junija 1941 uspešno prebila v Brest. Po tem porazu so bile dejavnosti nemškega površinskega ladjevja proti zavezniškim konvojem na Atlantiku za nedoločen čas zamrznjene.
Ena večjih akcij nemškega ladjevja v letu 1942 je bil prodor nemških ladij iz pristanišča Brest preko skoraj neprehodnega Rokavskega preliva v matično pristanišče v Nemčiji. Akcija je bila odmevna zaradi tega, ker se je zgodila ob belem dnevu ter dobesedno pred nosovi Angležev, ti pa tega do zadnjega trenutka niso opazili. V Nemčijo se je tako uspelo prebiti bojnima križarkama Scharnhorst in Gneisenau ter težki križarki  Prinz Eugen ob spremstvu šestih rušilcev in treh torpedovk. Ladjevje je med prebojem utrpelo le manjšo škodo, Angleži pa so izgubili kar 17 letal, kar je zanje pomenilo hud udarec. Za nemško mornarico pa je bil to velik uspeh, vendar nesmiselno početje, saj Nemci na Atlantiku niso imeli več nobene večje ladje, ki bi bila sposobna ogrožati zavezniške pomorske poti.
Nemškim ladjam, ki so opravile prodor, v prihodnosti ni dobro kazalo. Scharnhorst je bila potopljena v bitki pri Nordkapu, Gneisenau se je malo pred koncem vojne potopila pred pristaniščem Gdynia, Prinz Eugen pa so po vojni uporabili kot testno ladjo med preizkusom atomske bombe na atolu Bikini.

## Podmornice

### Začetni uspehi nemških podmornic
Že nekaj ur po izbruhu vojne je nemška podmornica U-30 našla svoj prvi cilj, potniško ladjo SS Athenia. Torpedirana ladja se je na srečo potapljala zelo počasi tako da se je večini potnikov in posadki uspelo rešiti. Kljub temu pa je v tej nesreči umrlo 93 potnikov in 19 članov posadke. Zavezniki so bili nad incidentom ogorčeni. Nemci so se zavedali tega izredno neprijetnega položaja v katerem so se znašli, saj so se spomnili potopitve Luzitanije leta 1915, vendar pa svoje napake niso želeli priznati. Krivdo so raje zvalili kar na zaveznike in trdili da je potniško ladjo potopila kar britanska podmornica. 17. septembra 1939 je britanska mornarica izgubila prvo bojno ladjo, to je bila letalonosilka HMS Courageous. Letalonosilko sta zadela dva torpeda iz podmornice U-29. Po tem incidentu in po tem ko so zaradi podmornic skoraj izgubili še letalonosilko HMS Ark Royal so Britanci iz skupin za lov na podmornice umaknili vse letalonosilke.
V drugem mesecu vojne se je nemški podmornici U-47 posrečil neverjeten podvig. V Scapa Flowu na Orkneyskih otokih je podmornica potopila ponos britanske mornarice, bojno ladjo HMS Royal Oak. Uspeh je bil toliko večji ker so Nemci podobne napade načrtovali že v prvi svetovni vojni, ki pa se zaradi slabega vremena in zahrbtnih tokov niso nikoli posrečili.
V obdobju 1939 in 1940 Nemci še niso usodno vplivali na zavezniške pomorske komunikacije. Imeli pa so nenavadno veliko izgub saj so jim zavezniki potopili kar 24 podmornic, natanko toliko kot so jih Nemci izdelali. Po juniju 1940 pa se je položaj na strani zaveznikov zaradi bliskovite vojne na kopnem nenadoma obrnil njim v škodo. S porazom Francije je Velika Britanija izgubila vso pomoč francoske mornarice in njena pristanišča. Na drugi strani pa so ta pristanišča, ne pa tudi francoska mornarica, prišla v nemške roke. Nemci so ta položaj izredno dobro izkoristili in na Francoski atlantski obali zgradili številna podmorniška oporišča, ki bodo odigrala ključno vlogo v nadaljevanju bitke za Atlantik. Izgube v ladijskem prometu so nato začele naglo naraščati, zato se je britanska admiraliteta odločila, da ponovno organizira ladijske konvoje.

### Srečni časi
Prvi meseci bitke za Atlantik so bili za Nemce tako uspešni, da so jih poimenovali kar »srečni časi«. Med 1. julijem in 30. oktobrom 1940 so podmornice potopile 144 ladij, ki so plule same in 73 ladij, ki so plule v konvojih. Za tako velike izgube sta bila dva vzroka. Prvi vzrok je bil kronično pomankanje oboroženih spremljevalnih ladij, drugi vzrok pa je bila nova nemška taktika bojevanja. Podmornice so po novi taktiki začele napadati ponoči in na morski gladini. Tako so plule hitreje, bile hitrejše in zaradi nizke gradnje skoraj nevidne. V tem obdobju se je Britancem posrečilo potopiti le dve podmornici. Izgube na zavezniški strani so naraščale vse do konca leta 1941, ko so v britanski mornarici pričeli uporabljati nove radarje, povečalo pa se je tudi število konvojev in se izboljšala njihova organizacija. Tedaj so morali Nemci spremeniti taktiko svojega napada.
Nova taktika se je imenovala taktika krdel po nemškem izrazu »Rudel Taktik« oz. taktika volčjih krdel po angleškem izrazu »Wolfpack Tactics«. Ta revolucionarna taktika je imela svoje začetke še v prvi svetovni vojni, izdelana pa je bila posebej za napade na konvoje ladij. Potekala pa je tako. Po prostranem Atlantiku so bile razporejene nemške opazovalne podmornice. Ko je podmornica odkrila konvoj in ugotovila njegov položaj, hitrost in smer plovbe, je te podatke sporočila v Dönitzovo poveljstvo, od koder so vsem podmornicam, ki so bile v bližini konvoja, ukazali naj se zberejo na določenem območju. Podmornice so nato zasledovale konvoj in čakale na primeren trenutek za napad. Ključnega pomena pri napadu je bilo presenečenje. Podmornice so napad izvajale usklajeno ter so med seboj komunicirale. Napad je po navadi potekal iz več strani kar je ladje v konvoju še bolj zmedlo. Nekatere bolj drzne podmornice pa so med napadom zaplule tudi v središče konvoja in tam torpedirale svoje žrtve.
V letu 1940 sta jo najslabše odnesla počasni konvoj SC7 in hitri konvoj HX 79. V prvem konvoju je bilo 34 ladij, Nemci so jih potopili kar 14, s čimer je bil konvoj razbit. Napada na ta konvoj sta se udeležila tudi podmorniška asa Kretschmer (U-99) in Schepke (U-100). Nič bolje se ni pisalo konvoju  HX 79, ki je sledil konvoju  SC7. Konvoj je izgubil 13 ladij, napada pa se je udeležil še tretji podmorniški as Günther Prien (U-47). Napadi so se nadaljevali, v začetku decembra 1940 je krdelo šestih podmornic napadlo konvoj HX 90 in v njem potopilo 11 ladij.
Med julijem 1940 in koncem marca 1941 so Nemci skupaj potopili 580 ladij. Od tega so jih 380 potopile podmornice, 73 pa pomožne križarke. Zaradi tako velikih izgub so zavezniki v zimi 1940 in 1941 začeli naglo uriti posadke spremljevalnih ladij za boj proti podmornicam. Zgradili pa so tudi veliko število novih protipodmorniških ladij, ki so bile veliko bolje oborožene kot njihove predhodnice. Ko so se nemške podmornice spomladi ponovno odpravile na lov so naletele na močan odpor. Ob napadu na konvoj OB 293 sta bili izgubljeni le dve ladji, Nemci pa so izgubili eno podmornico. Nekoliko pozneje je bila potopljena podmornica U-47 podmorniškega asa Priena. Kmalu sta ji sledili še U-99 in U-100.
Medtem so Britanci svoje plovne poti premaknili bolj proti severu, na mejo večnega ledu, kjer so iz islandskih letališč veliko bolj učinkovito varovali svoje konvoje. Nemcem tako ni preostalo drugega kot da podmornice premaknejo globlje v nemirni Atlantik. Aprila in maja 1941 so Nemci potopili 100 ladij, pri tem pa izgubili pet podmornic. Podmornice so se pojavile tudi v vodah okoli Freetowna ob zahodni afriški obali, kjer je bil plen še bogat. Vendar le za kratko, saj so zavezniki tudi tam kmalu uvedli sistem konvojev. S tem je bilo srečnih časov konec. 
9. maja je britanski rušilec HMS Bulldog zajel podmornico U-110 ter nedotaknjen šifrirni stroj Enigma, ki je bistveno pripomogla k razbitju nemške pomorske šifre. Po napadu na Sovjetsko zvezo 22. junija 1941 se je bitka za Atlantik preselila tudi na območje Arktike, kjer so Britanci za pomoč Sovjetski zvezi organizirali arktične konvoje.

### Drugi srečni časi
Čeprav ZDA leta 1941 še niso bile v vojni z nacistično Nemčijo se je na Atlantiku že čutil vpliv ameriške vojaške politike, kar je pripeljalo do številnih konfliktov z nemško mornarico. Tako so ZDA aprila 1941 od Britancev prevzele varnostno območje, ki se je po novem raztezalo vse od vzhodne obale ZDA pa do Islandije, in začele spremljati britanske konvoje do Islandije. Takrat so številne ameriške civilne in vojaške ladje postale žrtve nemških podmornic.
Po napadu na Pearl Harbor so ZDA napovedale vojno Japonski in nacistični Nemčiji, s tem pa so se uresničile želje nemškega admirala Dönitza. Ta je proti vzhodni obali ZDA nemudoma poslal pet podmornica tipa IX, ki so v naslednjih tednih med nezavarovanimi ameriškimi ladjami uprizorile pravi pokol. Američani, ki niso poslušali britanskih nasvetov o zatemnitvi obale in ladij in ki niso bili vajeni podmorniške vojne so bili zgroženi in hkrati nemočni saj niso imeli sredstev s katerimi bi se lahko ubranili nemških podmornic. Do februarja 1942 so podmornice potopile 156,939 ton ladijskega tovora. Prve podmornice tipa IX so nadomestile podmornice tipa VII, ki so se na svoji poti do Amerike oskrbovale na morju. Te so po prvih uspehih postale še bolj drzne in začele potapljati ladje pred vhodi v pristanišča in velikimi mesti, kot je bil npr. New York, kjer so prebivalci na obali neke noči nemočno opazovali kako je podmornica napadla tanker. Takrat so podmornice potopile 397 ladij z več kot 2 milijonoma ton tovora. Maja se je ameriško poveljstvo končno zganilo in uvedlo varovane konvoje, učinek je bil takojšen. Nemci so v tistem obdobju izgubili sedem podmornic, zato so svoja lovišča prestavili v Mehiški zaliv in Karibsko morje kjer Američani še niso uvedli sistema konvojev. Na sredini leta 1942 so Američani sistem konvojev uvedli tudi v Karibskem morju in Mehiškem zalivu tako, da je ulov nemških podmornic ponovno drastično upadel. Drugih srečnih časov je bilo za nemške podmorničarje konec, zato se je bitka za Atlantik ponovno selila na osrednji Atlantik.

### Bitka se ponovno širi na osrednji Atlantik
Konec junija 1942, po končani nemški podmorniški ofenzivi na ZDA, je Dönitz svoje podmornice ponovno poslal na osrednji Atlantik. Izgube v zavezniškem ladijskem prometu so kmalu zatem ponovno skokovito narasle, saj zavezniki niso morali zagotavljati stalne zaščite konvoja iz zraka in vode. Medtem ko je varovanje z oboroženimi ladjami še nekako šlo, pa je ključno varovanje iz zraka zaradi velike oddaljenosti letališč popolnoma odpovedalo. Območje t. i. »zračne luknje« so s pridom izkoriščale podmornice in tam praktično brez omejitev napadale zavezniške trgovske ladje. To obdobje sta zaznamovala napada na konvoja SC 94 in SC 107. Do novembra 1942 so bile zavezniške izgube na Atlantiku največje, izgubili so 92 ladij. Novembra je bil postavljen rekord, 106 ladij, ki pa ga Nemci niso nikoli več dosegli. 
30. januarja 1943 je Erich Raeder odstopil iz položaja poveljnika nemške mornarice, nadomestil pa ga je Karl Dönitz, dotedanji poveljnik podmorniškega ladjevja. Ta je v mornarico vpeljal številne spremembe, med katerimi je bila najbolj pomembna ta, da se je povečalo število zgrajenih podmornic ter njihovo vzdrževanje. Novi poveljnik pa je tudi lažje našel skupno točko med letalstvom in mornarico.
Po januarskih neurjih v severnem Atlantiku so se podmornice februarja ponovno vrnile na svoja lovišča in za začetek napadle konvoj HX 224 v katerem so potopile dve ladji. Nekaj dni zatem pa so napadli še konvoj SC 118 v katerem je bilo 63 transportnih in 10 vojaških ladij. Zavezniki so izgubili 13 ladij, Nemci pa 3 podmornice, dve pa sta bili poškodovani. 21. februarja so napadli konvoj ON 166 in potopili štirinajst ladij. Hudi boji so se nadaljevali tudi v marcu. Podmornica U-653 je na poti domov po nesreči zagledala konvoj HX 229 s 40 ladjami. Do večera je konvoj napadlo krdelo podmornic, potopljene so bile tri ladje. Medtem so nemške podmornice našle počasni konvoj SC 122, ki je New York zapustil tri dni pred konvojem HX 229. Konvoj je štel 52 ladij, spremljalo pa ga je 5 korvet, 2 rušilca in 1 fregata. Med plovbo proti Veliki Britaniji se je konvoj SC 122 združil s konvojem HX 229 in tako je nastal največji ladijski konvoj v drugi svetovni vojni okoli katerega je krožilo 40 nemških podmornic. Boji za konvoj so trajali štiri dni (16-19 marec 1943), v njih pa je bilo potopljenih 22 trgovskih ladij, Nemci so izgubili eno samo podmornico. Napadi na konvoj so prenehali šele ko je ta zaplul v vode, ki jih je nadzorovalo zavezniško letalstvo. Zaradi zmage nad združenim konvojem  SC 122/HX 229 ter tudi nad ostalimi konvoji so bili Nemci marca 1943  tako blizu zmage kot še nikoli prej, niso pa se zavedali da je to njihova zadnja zmaga v bitki za Atlantik.

### Bitka za Atlantik je za Nemce izgubljena
V začetku aprila so, v skladu z novo zavezniško strategijo, v konvoje začele prihajati spremljevalne letalonosilke, ki so oznanjale novo protipodmorniško ofenzivo. Ustanovljenih pa je bilo tudi pet bojnih skupin, ki so nudile podporo napadenim konvojem ali pa so samostojno iskale in uničevale podmornice. Eno tako bojno skupino je sestavljalo pet rušilcev in ena spremljevaln letalonosilka. Prednost teh letalonosilk je bila ta, da so lahko neprestano zagotavljale zračno zaščito konvoja. Spremljevalne letalonosilke so tako prinesle letala v t. i. zračne luknje področja, ki prej zaradi prevelike oddaljenosti kopnega niso bila dosegljiva. V boje pa so poleg letalonosilk vključili tudi letala liberator, ta so imela dovolj velik doseg da so iz kopnega neprestano ščitila konvoje na svoji poti do Velike Britanije.
Prelomnica v vojni za Atlantik je bila bitka za konvoj ONS 5, ki je plul južno od Grenlandije. Konvoj s 42 trgovskimi ladjami je zasledovalo kar 51 podmornic. Močno aprilsko neurje je v dneh pred bitko razbilo konvoj kot tudi formacijo podmornic, zato je bil napad za nekaj časa prekinjen. 4. maja je trideset podmornic končno napadlo konvoj in potopilo 5 ladij, naslednji dan pa še 4. Oboroženo spremstvo konvoja tokrat ni odigralo pasivne vloge, ampak se je takoj odpravilo na lov za podmornicami in potopilo 9 podmornic, letala iz Nove Fundlandije pa so potopila še dve podmornici. V naslednjih dneh se stvari za Nemce niso kaj dosti spremenile, od devetih konvojev ki so prečkali Atlantik so napadli le tri in potopili skupaj pet ladij pri tem pa izgubili 13 podmornic. Vse je kazalo, da so zavezniki odkrili pravo formulo za boj proti podmornicam. Zanje je bil velik uspeh konvoj SC 130, ki na svoji poti čez Atlantik ni izgubil niti ene same ladje, čeprav ga je neprestano ogrožalo 32 podmornic. Nemci pri tem konvoju niso imeli sreče saj so izgubili kar pet podmornic. Pri naslednjih konvojih pa se je spremstvo tako okrepilo, da se podmornice sploh niso mogle približati trgovskim ladjam.
Dönitz je bil nad izgubami šokiran, zato se je odločil da bo strategijo svojih podmornic malo spremenil. Po novi strategiji so podmornice smele napadati tudi oborožene ladje, kar je bilo prej nezaželeno zaradi prevelikega tveganja. Še posebej zaželena tarča so bili rušilci. Pri lovu na te ladje pa se je pojavil problem, rušilci so imeli majhen ugrez zato se je dostikrat zgodilo da je torpedo zaplul pod ladjo in jo zgrešil. Problem so rešili z akustičnim torpedom proti kateremu pa so zavezniki hitro našli rešitev. Za ladjo so vlekli bojo, ki je oddajala močnejši zvok kot je bil zvok motorjev ladje. Spremenila se je tudi nemška strategija boja proti letalom, do sedaj so se podmornice morale skriti čim se je na nebu pojavilo letalo, po novi strategiji pa so ga morale napasti. Zato so dobile tudi močnejšo protiletalsko oborožitev in bile na začetku kar uspešne, vendar so se razmere ponovno hitro zasukale ko so zavezniki odkrili novo taktiko. Zavezniki so proti podmornicam začeli uporabljati tudi novo kombinacijo radarja in reflektorja, tako so podmornice postale ranljive tudi ponoči, ko so na površini polnile svoje akumulatorje. 
Do konca maja so Nemci izgubili 41 podmornic, tretjino vseh podmornic ki so jih poslali na Atlantik, zato so temu maju podmorničarji pravili »črni maj«. Dönitz je kasneje v svojih spominih zapisal »Izgubili smo bitko za Atlantik«. Da bi svojo podmorniško floto obvaroval pred popolnim uničenjem se je Dönitz 24. maja odločil da svojo floto umakne iz severnega Atlantika in jo premesti južno od Azorov kjer naj bi bil ulov zaradi slabšega varovanja še dober.

### Vojna se bliža koncu
Premestitev nemških podmornic na področje osrednjega Atlantika je dala zaveznikom možnost, da so v Sredozemlje in v Anglijo nemoteno pripeljali vojake in opremo potrebno za izkrcanja v letih 1943 in 1944. Hkrati pa so poleti 1943 proti podmornicam sprožili trimesečno ofenzivo v kateri so potopili 16 podmornic pri tem pa izgubili le en tanker in tri letala. Cilj protipodmorniške ofenzive je bil Biskajski zaliv, izhodiščna točka nemških podmornic za nadaljevanje poti na osrednji Atlantik. Med julijem in avgustom 1943 so zavezniki tam odkrili in napadli 55 podmornic, potopili so jih 17, 6 pa poškodovali. Zaradi tega je Dönitz prenehal pošiljati podmornice na odprto morje iz biskajskih oporišč. Da bi se te izognile sovražniku so plule ob Španski in Portugalski obali in se tako izognile zavezniškim radarjem.
Da bi se vojna na morju ponovno obrnila v nemško korist so začeli Nemci v oborožitev uvajati nove tehnologije kot je bil npr. akustični torpedo, šnorkel in novo Walterjevo turbino. Vse te iznajde so bile za tisti čas revolucionarne vendar so bile prepozne in niso mogle več spremeniti poteka vojne.
Srede septembra 1943 so Nemci v upanju na najbolje na Atlantiku začeli novo ofenzivo. Potopili so 3 spremljevalne letalonosilke in 6 trgovskih ladij pri tem pa so sami izgubili tri podmornice. Medtem so zavezniki našli učinkovito obrambo proti akustičnim torpedom, napravo foxer. Šlo je za bojo, ki jo je ladja vlekla za sabo in je oddajala močnejši zvok kot je bil zvok vijakov ladje. Nemška ofenziva se je nadaljevala do februarja 1944. Ker so Atlantik nenehno preletavala letala so se tropi podmornic zmanjšali na samo dve ali tri podmornice, tako da jih je bilo težje odkriti. Zadnji žebelj v krsto nemških podmornic je bil zabit 18. avgusta 1943 ko sta Velika Britanija in Portugalska sklenila sporazum o vojaškem oporišču na Azorskih otokih, nemške podmornice se po tem sporazumu dobesedno niso imele več kam skriti. Novembra in decembra Nemci niso potopili niti ene zavezniške ladje pri tem pa so izgubili kar 27 podmornic.
Ulov v letu 1944 je bil za Nemce porazno slab, za zaveznike pa izredno uspešen saj so samo v januarju potopili 15 podmornic. Maja je nemška podmornica U-66 poročala v poveljstvo »V osrednjem Atlantiku je še huje kot v Biskajskem zalivu«. 6. junija so se zavezniki izkrcaliv Normandiji, zato je Dönitz proti zavezniškemu ladjevju poslal vse razpoložljive podmornice. Zavezniki so to pričakovali in desantno ladjevje dobro zavarovali. V naslednjih dneh so potopili 14 podmornic. Avgusta je Bretanija ostala odrezana od zaledja, zato je Dönitz ukazal vse podmornice premestiti v Norveška in Nemška pristanišča. V zadnjih mesecih leta 1944 so posamezne podmornice potopile 24 ladij, večinoma v britanskih obalnih vodah, zavezniki pa so v tem obdobju potopili 55 podmornic. V začetku leta 1945 so imeli Nemci operativno sposobnih še 144 podmornic. V februarju je norveška pristanišča zapustilo 41 podmornic, tiste, ki so bile opremljene s šnorklom so se brez večjih težav prebile na operativna območja, ostale niso imele te sreče, saj so jih odkrila zavezniška letala in potopila. Od januarja do aprila so podmornice tako potopile 51 ladij. Konec marca  1945 je v smeri ZDA izplula zadnja skupina podmornic, kar je v ZDA sprožilo pravo paniko saj so ljudje mislili da so podmornice opremljene z raketami podobnim tistim, ki so padale na London in ostala evropska mesta. Preplah je bil zaman saj je ameriško 10. ladjevje uničilo vse podmornice namenjene proti ZDA. Nekaj tednov pred koncem vojne je na prvo bojno nalogo zaplula podmornica tipa XXI, ki je bila tako uspešna da zavezniki sploh niso vedeli da nemoteno pluje v njihovih obalnih vodah. Do konca vojne so bile operativne samo tri tovrstne podmornice kar je bilo občutno premalo da bi spremenile potek dogodkov.

### Konec vojne
4. maja popoldan je poveljnik nemške mornarice admiral Karl Dönitz vsem nemškim podmornicam in površinskim ladjam ukazal ustavitev sovražnosti in vrnitev v oporišča, vojne na morju je bilo konec. Štiri dni kasneje je britanska admiraliteta izdala ukaz, da morajo vse nemške podmornice na odprtem morju izpluti na površje, izobesiti črno zastavo, sporočiti svoj položaj in odpluti v pristanišče, ki jim ga bodo določili. Zaveznikom se je predalo 156 podmornic, 221 so jih uničile lastne posadke, dve podmornici pa sta pobegnili v Argentino.
Med vojno so Nemci zgradili 1170 podmornic, med katerimi jih je bilo potopljenih 783. Podmornice so potopile 3.500 trgovski ladij, 175 vojnih ladij in uničile 119 letal. Britanska trgovska mornarica je izgubila več kot 30.000 mornarjev, tudi nemške izgube niso bile majhne, izgubili so več kot 28.000 mornarjev, večinoma so bili to podmorničarji.